# اتلو (فیلم ۱۹۵۲)
اتلو (انگلیسی: Othello) فیلمی به کارگردانی و تهیه‌کنندگی اورسن ولز محصول سال ۱۹۵۲ است. ولز همچنین نمایشنامهٔ شکسپیر را اقتباس و نقش «اتلو» را در فیلم بازی کرد. این فیلم در جشنواره فیلم کن ۱۹۵۲ برندهٔ جایزهٔ نخل طلایی شد.

## بازیگران
- اورسن ولز - اتلو
- میکل ماک لیموژ - یاگو
- رابرت کوت - رودریگو
- سوزان کلوتیر - دزدمونا
- هیلتون ادواردز - برابانتیو
- مایکل لورنس - مایکل کاسیو
- فی کامپتون - امیلیا
- دوریس دولینگ - بیانکا

## واکنش‌ها
فیلم در اروپا همراه با تحسین در سال ۱۹۵۲ منتشر شد و در جشنواره فیلم کن ۱۹۵۲، زیر پرچم مراکش، برندهٔ جایزهٔ نخل طلا شد. ولز برای بیشتر از سه سال نمی‌توانست توزیع‌کننده‌ای در ایالات متحده برای فیلم پیدا کند و حتی پس از توزیع در آمریکا، تا حد زیادی مورد بی‌توجهی قرار گرفت. فیلم در سال ۱۹۹۲ دوباره در سینماها اکران شد و در جشنواره فیلم کن ۱۹۹۲، خارج از رقابت نمایش داده شد و در آمریکا همراه با تحسین پخش گردید.